# Pulcifer (Wisconsin)
Pulcifer es un lugar designado por el censo ubicado en el condado de Shawano en el estado estadounidense de Wisconsin. En el Censo de 2010 tenía una población de 134 habitantes y una densidad poblacional de 49,84 personas por km².

## Geografía
Pulcifer se encuentra ubicado en las coordenadas 44°51′0″N 88°21′49″O / 44.85000, -88.36361. Según la Oficina del Censo de los Estados Unidos, Pulcifer tiene una superficie total de 2.69 km², de la cual 2.68 km² corresponden a tierra firme y (0.48%) 0.01 km² es agua.

## Demografía
Según el censo de 2010, había 134 personas residiendo en Pulcifer. La densidad de población era de 49,84 hab./km². De los 134 habitantes, Pulcifer estaba compuesto por el 97.01% blancos, el 0% eran afroamericanos, el 2.24% eran amerindios, el 0% eran asiáticos, el 0% eran isleños del Pacífico, el 0% eran de otras razas y el 0.75% pertenecían a dos o más razas. Del total de la población el 0% eran hispanos o latinos de cualquier raza.